# Сосновица (Вологодская область)
Сосновица — деревня в Вожегодском районе Вологодской области на реке Ночница. Административный центр Митюковского сельского поселения и Митюковского сельсовета.
Расстояние до районного центра Вожеги по автодороге — 68 км. Ближайшие населённые пункты — Быковская, Гришинская, Поповка.
По переписи 2002 года население — 215 человек (101 мужчина, 114 женщин). Преобладающая национальность — русские (99 %).